# Rhipidarctia crameri
Rhipidarctia crameri là một loài bướm đêm thuộc phân họ Arctiinae, họ Erebidae.